# لئوپولد تریتش
لئوپولد تریتش (رومانیایی: Leopold Tritsch) بازیکن فوتبال اهل رومانی بود.
وی همچنین در تیم ملی فوتبال رومانی بازی کرده‌است.